# Peach!
Pour les articles homonymes, voir Peach! (Keiko Ichiguchi).
Peach! est un manga érotique (ecchi) de U-Jin en 10 tomes, publié en 2000 aux éditions Ohzora au Japon et depuis 2008 en France aux éditions Asuka